# Plasma ionosférico

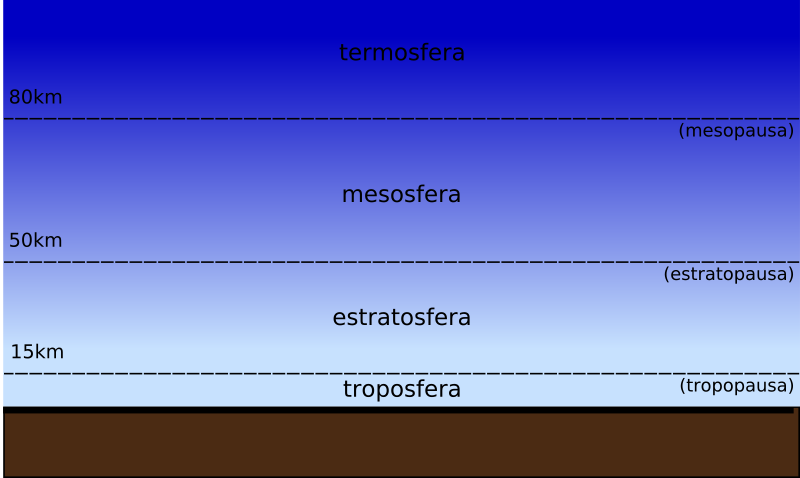
Camadas da atmosfera, simplificadamente

A formação do plasma ionosférico é devida à absorção do extremo ultravioleta solar, raios X, íons provenientes do Sol, além de influências do campo eletromagnético da Terra.

## As camadas iônicas e sua classificação
A ionosfera se divide basicamente em três camadas iônicas, onde a densidade de elétrons e de íons varia conforme sua natureza física. Essas camadas têm algumas particularidades que influem diretamente nos meios de comunicações, e no clima eletromagnético planetário.

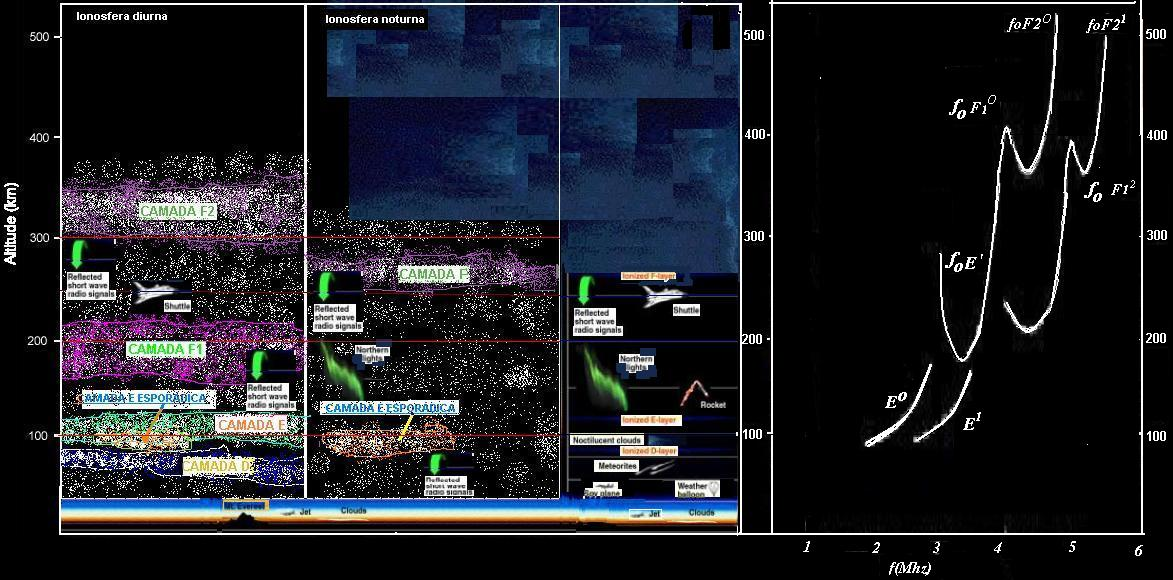
Esquema das camadas ionosféricas

### CamadaD
A região mais próxima ao solo é chamada de camada D, fica entre 50 e 80 km de altitude. À noite praticamente se atenua de tal maneira que deixa de absorver as ondas de rádio, que por ela passam sem dificuldade neste momento; o plasma local não tem influência sobre a propagação de radiofreqüência.

### Camada E
A camada E fica imediatamente acima da camada D, se estendendo de 80 até 140 km acima do solo. Tem excepcional condutividade elétrica, sua ionização é molecular e, esporadicamente, o plasma permanece ionizado por mais tempo (após ao pôr do Sol). Neste caso, a camada E é denominada E esporádica, podendo haver neste processo uma divisão em cascata da camada E, esta divisão pode inclusive gerar uma sub-divisão, neste caso a camada E permanece embaixo, e a camada E Esporádica, em cima, praticamente fundindo-se com a camada F1.

### Camada F e suas subdivisões F1 e F2
Esta camada encontra-se logo acima da camada E, sendo subdividida em camada F1 e camada F2. A camada F1 também possui raramente um pico esporádico, que devido ao comportamento iônico pode fazer parte da família F, ou da família E, dependendo das condições do plasma ionosférico.
É na região F2 que se encontra a maior concentração iônica, portanto, onde o plasma ionosférico é mais concentrado, é caracterizada por ionização atômica que produz igual número de elétrons e íons atômico positivos.

## Luminescência
Pode ocorrer durante o dia onde é chamada de airglow, ou aeroluminescência, durante a noite, chama-se de "nightglow", ou luminescência noturna, são fenômenos de resultantes iguais, porém suas causas são semelhantes, complementares. O primeiro tem ação direta da luz no comprimento de onda ultravioleta, e dos raios X incidentes, participando ativamente na excitação do meio plasmático. O segundo, por ocorrer à noite, não tem estas componentes, sua origem se deve ao fato dos átomos ou moléculas excitadas pela radiação solar durante o dia acumularem energia que vai sendo liberada durante a noite, interagindo com o campo magnético da Terra.

### Aeroluminescência

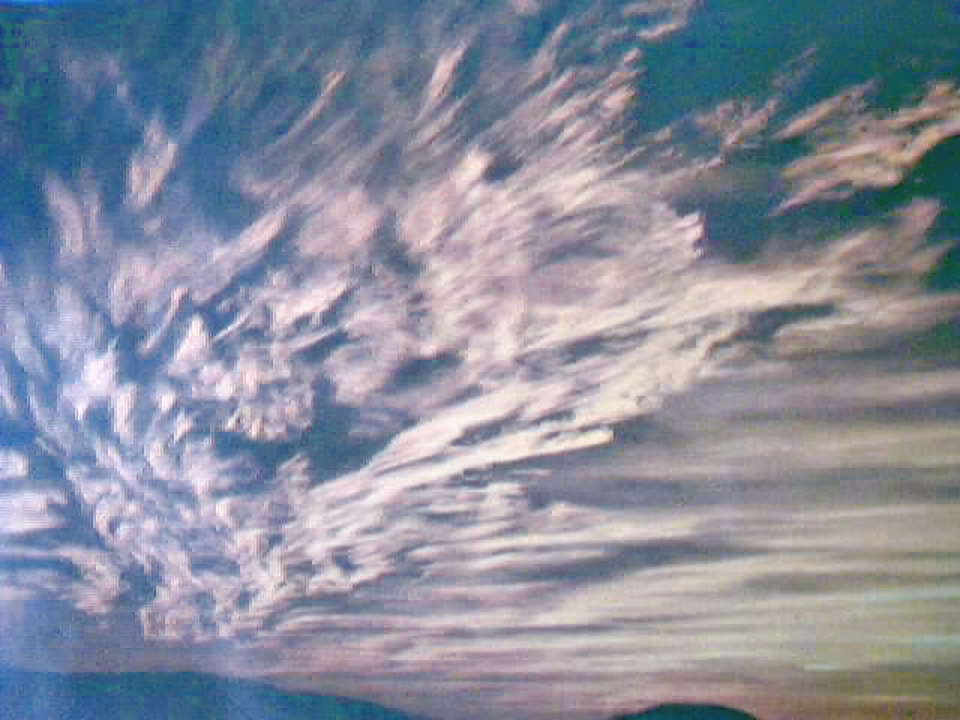
Aeroluminescência ao pôr do Sol

Aeroluminescência, ou quimiluminescência é o fenômeno da luminescência na atmosfera diurna; é causada pela emissão de fótons pelos átomos ou moléculas, em especial de oxigênio devido à ocorrência de processos competitivos de desativação colisional (quenching) e de decaimento radiativo quando os átomos de oxigênio entram em ressonância.
Uma vez ressonando, estes são excitados por processos de recombinação de moléculas dissociadas, que foram produzidas pela absorção da radiação ultravioleta e raios-X, daí a emissão de fótons; ocorre durante o dia.

### Luminescência noturna

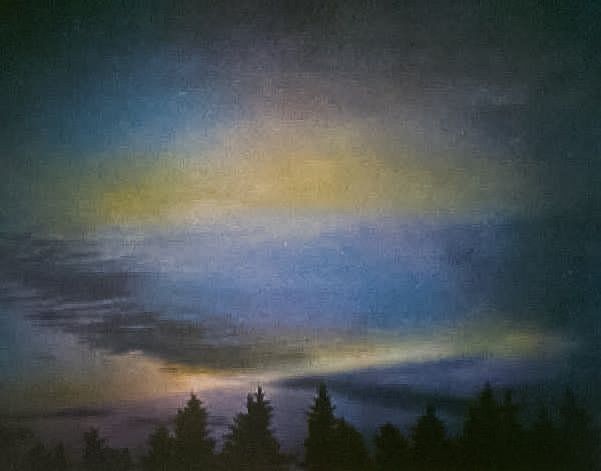
Luminescência noturna

Geralmente é confundida com as auroras, que ocorrem em altas latitudes e surgem a partir da interação do campo magnético polar terrestre com o vento solar, entre outros fatores.
A luminescência noturna é conseqüência da aeroluminescência, devido ao acúmulo de energia durante o dia.
Durante a noite ocorrem as emissões do oxigênio atômico, molecular, da hidroxila, do sódio, entre outros.
Estas emissões chegam a intensidades que variam entre 100 e 200 Rayleigh (unidade normalmente usada em aeronomia), a emissão ocorre a 98 km de altitude aproximadamente. O oxigênio excitado é o responsável pela emissão, sua intensidade luminosa é o dobro da estelar.

### Auroras

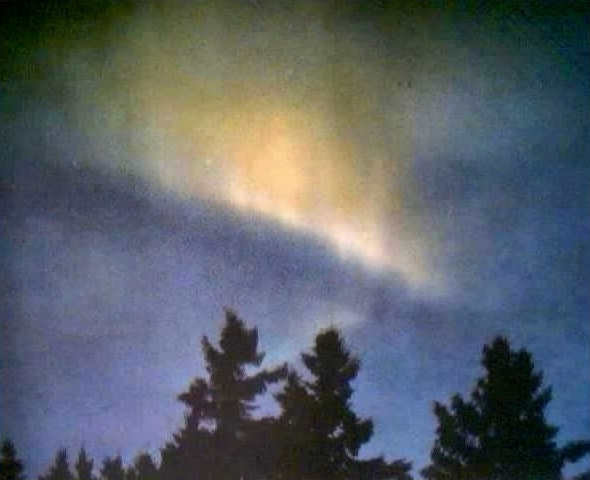
Aurora boreal

Embora haja relatos anteriores a Aristóteles, este é considerado o primeiro a observar e sistematizar o fenômeno da luminescência atmosférica, apesar de ter sido Galileu Galilei quem batizou o fenômeno de aurora. Futuramente, Elias Loomis observou, estudando as erupções solares, que sempre após a ocorrência destas havia o que ele chamou de anomalias luminosas nos gases da alta atmosfera terrestre, entre um a dois dias depois da ocorrência.
Edmond Halley foi o primeiro a perceber que auroras são fenômenos de luminescência atmosférica associadas à atividade solar, às interações entre o campo geomagnético e eletromagnético da Terra, e a algum elemento da alta atmosfera sensível a essas interações.

## Comprovação da existência do plasma ionosférico

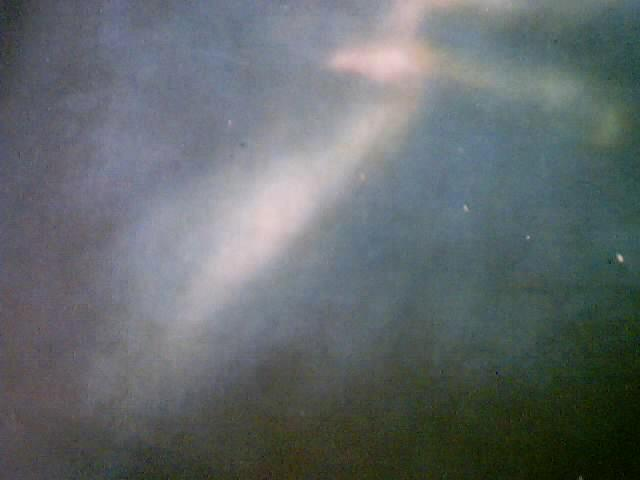
Aurora austral no sul da Patagônia julho de 1986

Hoje sabemos da existência do vento solar, e que estes são prótons, elétrons e nêutrons vindos daquele astro que interagem com o plasma na alta atmosfera, sendo responsáveis pelos fenômenos da luminescência atmosférica.
A prova prática ocorreu em 1958, através de instrumentos montados no satélite Explorer 1 que mediram partículas viajando a 389 km/s e, quando aprisionadas pela Terra e seu campo eletromagnético, são aceleradas, emitindo luz ao interagir com o oxigênio, nitrogênio e outros elementos presentes na alta atmosfera, que formam o plasma atmosférico, entre 100 e 300 km de altitude.